# Банковская марка
Банковская (банковая) марка, банкомарка, марка банко (нем. Mark Banco, от итал. banco — «банковские деньги») — единица ранних банковских денег, которые использовались для расчётов в Гамбургском банке.
С основания Гамбургского банка счета велись в этих условных единицах, технически соответствующих некоторому количеству серабра (банк хранил серебро как в виде монет, так и, в основном, в слитках). Метрический фунт серебра (не ниже 982 пробы) соответствовал 59 1/3 банковской марки, депонирование обходилось в 1/8 процента.
В связи с объединением Германии появилась необходимость в централизованной денежной политике и Гамбургский банк прекратил расчёты в банковской марке 15 февраля 1873 года.